# Ugni molinae
Ugni molinae (Turcz., 1848) è un arbusto appartenente alla famiglia delle Myrtaceae, originario del Cile centro meridionale e delle adiacenti province argentine.

## Etimologia
Il nome del genere, ugni,  deriva dalla nominazione attribuita dalla popolazione nativa Mapuche: uñi; in spagnolo è murta o murtilla ("piccolo mirto"); ed anche ugni;  in inglese  è anche detto chilean guava, pur essendo comunque molto dissimile dalla guava, escluso il fatto che somiglia ad una sua versione estremamente piccola. Somiglia piuttosto ad un mirtillo rosso.
La pianta fu descritta nel 1782 da Juan Ignacio Molina, comunemente detto "Abate Molina", gesuita di origine cilena, ma residente per parte della sua vita a Bologna; dal suo cognome si ebbe L'epiteto specifico della pianta.

## Descrizione
L'ugni è un arbusto da 35 a 200 cm di altezza, (quando coltivato di norma è mantenuto a 80–90 cm), con fogliame sempreverde; in casi eccezionali può raggiungere i tre metri di altezza.

Le foglie sono opposte, ovali o tondeggianti, appuntite; lunghe 1–2 cm e larghe altrettanto o poco meno, intere, lucide e cerose, di colore verde scuro, aventi un odore speziato ed aromatico.

I fiori sono pendenti, piccoli (1 cm di diametro), numerosi, con quattro o cinque petali di colore rosa pallido, e con numerosi corti stami.

I frutti sono bacche tondegguanti, rosse, di colore porpora o anche bianche, piccole (1 cm di diametro), con diversi semi molto piccoli, a polpa molto dolce ed aromatica. 
I frutti maturano in autunno (in Cile da marzo a maggio), in Europa da settembre a novembre.

## Distribuzione e habitat
Il suo luogo principale di origine sono le foreste pluviali temperate della provincia di Valdivia, Regione di Los Ríos, (Cile centro meridionale), e delle contigue regioni della Argentina.
Fu introdotta in Inghilterra nel 1844 dal raccoglitore botanico William Lobb, dove divenne un frutto favorito dalla regina Vittoria, e dove fu considerata anche per il suo notevole valore ornamentale.
Le piante di ugni hanno avuto una modesta diffusione a scopo ornamentale in alcune regioni del pianeta a clima temperato fresco;sono usate per decorazione e per i frutti, detti in inglese, Ugniberry. Sono stati importati, e sono conosciuti, come "New Zealand cranberry" in Nuova Zelanda, e sono venduti come "Tazziberry" in Australia.
La pianta preferisce terreni neutro-acidi, con clima temperato fresco, ha una discreta resistenza all'arido; pur preferendo suoli soleggiati sopporta bene la mezza ombra (è pianta di radura e di sottobosco).
Resiste al freddo a -10 °C, preferisce suoli ben drenati, non sopporta suoli allagati.

## Usi
La pianta è usata per formare siepi di recinzione.
I frutti sono consumati freschi.

L'uso dei frutti in cucina è limitato al Cile centro meridionale, dove cresce naturalmente.

I frutti sono usati per produrre un noto liquore: il "murtado" ottenuto per infusione dei frutti in soluzioni alcoliche (aguardiente) e zucchero.

In Cile è preparata una composta di frutti di ugni, bolliti con cotogne e zucchero, la "Murta con Membrillo"

La polpa dei frutti è usata come farcitaura in torte dolci.